# Gouvernement Andreotti IV
Pour les articles homonymes, voir Andreotti.
République italienne
Andreotti III Andreotti V
Le gouvernement Andreotti IV (Governo Andreotti IV, en italien) est le gouvernement de la République italienne entre le 11 mars 1978 et le 20 mars 1979, durant la VIIe législature du Parlement.

## Composition
Composition du gouvernement : Démocratie chrétienne

### Président du conseil des ministres
Giulio Andreotti

### Listes des ministres
- Ministre des affaires étrangères : Arnaldo Forlani
- Ministre de l'intérieur : Francesco Cossiga puis Giulio Andreotti puis Virginio Rognoni
- Ministre de la justice : Francesco Paolo Bonifacio
- Ministre de l'économie : Tommaso Morlino
- Ministre de la finance : Franco Maria Malfatti
- Ministre du trésor public : Filippo Maria Pandolfi
- Ministre de la défense : Attilio Ruffini
- Ministre de l'instruction publique : Mario Pedini
- Ministre du travail public : Gaetano Stammati
- Ministre de l'agriculture : Giovanni Marcora
- Ministre du transport : Vittorino Colombo
- Ministre de la télécommunication : Antonino Pietro Gullotti
- Ministre de l'industrie, du commerce et de l'artisanat : Carlo Donat-Cattin puis Romano Prodi
- Ministre de la santé : Tina Anselmi
- Ministre des échanges commerciaux avec l'étranger : Rinaldo Ossola
- Ministre de la participation de l'État : Antonio Bisaglia
- Ministre du travail et de la sécurité sociale : Vincenzo Scotti
- Ministre de la culture : Dario Antoniozzi (délégué à la recherche scientifique)
- Ministre du tourisme et du spectacle : Carlo Pastorino